# 북영천신호장
북영천신호장(Bugyeongcheon station, 北永川驛)은 경상북도 영천시 화룡동에 있는 중앙선과 영천삼각선의 신호장이다.
원래 영천삼각선의 대구선 측 분기점도 북영천역으로 취급하였으나, 현재는 일반 분기로만 취급되고 있다.
이 역이 개업하기 전에 대구에서 출발하여 중앙선 북쪽 방향으로 운행하던 열차는 영천역에 들어온 후, 방향을 바꿔서 운행을 계속하였다. 대구선이 중앙선과 합류할 때, 경주 방향(남쪽)으로 합류되도록 건설되었기 때문이다. 그러한 불편을 줄이고 운행 시각 단축을 위해 영천삼각선을 개설해서 대구선상에서 중앙선 북쪽으로도 직결 운행할 수 있도록 했으며, 그 합류를 위해 추가한 신호장이 북영천역이다.
동대구 - 중앙선 - 동해 무궁화호 열차만 1일 2회 정차했다. 부전착발 중앙선 여객열차는 모두 북영천역을 무정차 통과한 후, 영천역에 정차한다.
중앙선 복선 전철화 공사로 2017년 9월 8일에 신녕 방향으로 잠시 임시 승강장을 이전하여 영업했으며, 2020년 5월 23일에 현 위치로 복귀했다. 이 과정에서 2020년에 역사가 철거됐다.
마지막으로 있었던 역사 건물은 1992년에 신축되었으며, 2004년에 무배치간이역으로 격하됐을 때 민간에 임대했다가 2020년에 철거했다. 따라서 승강장은 별도의 출입문으로 출입해야 했으며, 열차가 정차하지 않는 시간대에는 출입문을 폐쇄해서 접근할 수 없었다. 여객영업을 하던 시절에는 한국철도공사 홈페이지에서 승차권을 예약하지 않는 이상 차내에서 승차권을 구매(차내대용권)하거나, 코레일톡 앱으로 예약해서 모바일 승차권을 이용했다.
2024년 12월 15일을 마지막으로 여객 취급을 중단하고, 신호장으로 돌아갔다. 이에 따라 동대구 - 영주 - 동해 무궁화호는 군위 - 하양 구간을 북영천 무정차로 운행한다.

## 역명 유래
영천시의 북쪽에 있어서 붙여졌다. 여객 취급을 많이 하지 않았지만 의외로 소재지는 영천시의 외곽 지역은 아니며, 서문육거리 서쪽에 있다.

## 영천삼각선
영천삼각선은 중앙선 측 북영천과 대구선 측 북영천을 잇는 삼각선으로, 영업 거리는 1.8km다. 중앙선의 지선으로, 중앙선 측 북영천이 상행이다.

## 역사
- 1977년 3월 1일 : 신호장으로 개설[1]
- 1990년 3월 1일 : 여객 취급 개시 및 배치간이역으로 승격[2]
- 1992년 3월 27일 : 역사 신축
- 2004년 12월 10일 : 무배치간이역으로 격하[3] 및 철도승차권 단말기 철거
- 2006년 12월 18일 : 역무원 철수
- 2017년 9월 8일: 대구선 하양 ~ 영천 구간 철로를 개량선으로 변경함에 따라 기존 위치에서 신녕 방향 북쪽으로 700m 떨어진 위치로 임시 이설[4]
- 2020년 5월 23일: 현 위치로 이전 및 역사 철거
- 2021년 6월 17일: 분기점으로 격하
- 2024년 12월 18일: 여객 취급 중지와 함께 신호장으로 재환원 및 재전환